# Exciting Boxing
Exciting Boxing es un videojuego juego de boxeo de Konami para la Famicon, lanzado el 16 de diciembre de 1987. 
El juego podía adquirirse de manera individual o con un pack conjuntamente con un controlador. El pack completo aportaba el controlador hinchable con bomba de aire manual, dos pares de guantes de tela y una de las cartas de edición especial que la compañía había adjuntado con 20 de sus títulos (esto siendo una promoción exclusiva de Japón).

## Gameplay
A la hora de empezar a jugar, se pueden escoger un modo "fuerza" (strenght), en que podemos medir el poder de los diferentes golpes de los que disponemos en referencia al próximo oponente. Un modo entrenamiento (training), en que podemos practicar los diferentes tipos de golpes disponibles con el objetivo de aumentar su poder y aumentar nuestras posibilidades de derrotar al próximo oponente. A estos oponentes nos enfrentaremos en el modo "versus" en que podremos ganar si logramos noquear a nuestro oponente 3 veces durante una ronda (estas duran 3 minutos). O si logramos noquear a nuestro oponente y que no se levante en 10 segundos. Para completar el juego es necesario derrotar a los 7 oponenetes disponibles, cada uno de un país diferente. 
Se trata de un juego en primera persona, lo que quiere decir que solo veremos a nuestro oponente en pantalla, y cuando logremos aterrizar un golpe veremos su reacción, junto a un efecto visual para aportar claridad y mostrar el impacto al jugador que jamás verá los brazos ni ningún elemento del personaje al que controlamos. La experiencia de esta forma se vuelve algo mas inmersiva, ya que el personaje en pantalla reacciona como el saco hinchable que golpeamos en tiempo real.
Este controlador fue diseñado explicitamente para este juego, (Exciting Boxing) por lo que este es el único título con el que este controlador es compatible.

## Características técnicas del controlador
El mando en cuestión, que es el elemento más peculiar, y lo que hace que el juego para el que fue diseñado halla seguido con vida en la memoria se debería de inflar y desinflar manualmente cada vez que se quisiera usar o retirar, con la ayuda de la bomba de aire adjuntada con el paquete. Una vez Inflado, se debería conectar al puerto de expansión de la Famicon para poder ser utilizado. Esto quiere decir que se conectaba como cualquier otro dispositivo periférico, con un cable que salía del frente del saco de boxeo hinchable. Una vez conectado, el saco de boxeo funcionaba como controlador del juego.
El saco de boxeo hinchable contaba como parte de su estructura un círculo verde que lo rodeaba y que también se hinchaba junto al resto de la estructura. Presumiblemente esto sería por motivos de estabilidad, pero es posible que también contribuyese a la estructura de los sensores, ya que no se sabe con seguridad la forma en que este mando registraba los inputs y se especula que el juego podría detectar la dirección en la que el saco se desplazaba al ser golpeado gracias precisamente a sensores distribuido en esta base circular. Otro elemento añadido por estabilidad a la hora de su uso es una alfombrilla de plástico verde que se extendía de esta base circular y que estaba diseñada para que el usuario pisara o se arrodillara (debido a la escasa estatura del saco) mientras se jugaba. Otra forma en que se cree que los inputs podrían ser registrados a través de sensores en las paredes internas del saco hinchable.